# Andrássy út 123. (Budapest)
A Budapest VI. kerületi Andrássy út 123. szám alatti neoreneszánsz villaépület az út villanegyedének vélhetően legrégebbi épülete. Ez az utolsó olyan épület, mely őrzi azt a képet, amit az Andrássy útnak erre a szakaszára képzeltek annak kialakításakor: 1876-77 körül épülhetett Kolbenheyer Ferenc és Benkó Károly építészek tervei alapján. Mivel több tulajdonosa és bérlője volt a villának, így olyan elnevezés, mint például a 129-es szám alatti Babocsay-villáé, nem honosodott meg, az épületről szóló irodalomban is leggyakrabban csak a címével – Andrássy út 123. – hivatkoznak rá. Jelenleg Törökország budapesti nagykövetségének ad otthont.

## Története
Az Andrássy utat építő Sugárúti Építő Vállalat az útnak a mai Kodály köröndtől kifelé eső, villanegyednek tervezett szakaszára négy villát építtetett a későbbi villatulajdonosok számára adandó mintaként. Ez a négy ház (az Andrássy út mai 122., 123., 129. és 132. számai alatt) városi, egész évben használatos villaként Magyarországon mindaddig ismeretlen épülettípus volt. A négy villát négy különböző építésszel terveztették, az akkor 135. (később 137.), ma: 123. számú telekre Kolbenheyer Ferenc és Benkó Károly készíthette el mintaházát: a tervrajzok és az építési engedély is 1872-es dátumozású.  Mára ebből a négy mintaépületből csak egy maradt, a 123. szám alatti, a többit az építésük óta eltelt másfél évszázad alatt különböző időpontokban lebontották.
A villa neoreneszánsz stílusú volt, összevetve a másik három egyidőben felhúzott épülettel ez volt a legszerényebb és legigénytelenebb, ám ez felelt meg leginkább a helyi igényeknek. Az épületen eredetileg csak a középrész fölött képeztek ki emeletet, ami a korszakban megszokott építészeti megoldás volt. Vagyis a két oldalszárny földszintes maradt - nem kizárt, hogy mindkettő fölött nagy kiterjedésű terasz volt. Azóta azonban az emeletet beépítették az oldalszárnyak fölött is. A villa első tulajdonosa 1877-ben (ez a villa építésének feltételezhető időpontja) Keglevich Béláné Batthyány Ilona volt, aki a második házasságkötése előtt két évvel vette meg az állandó tartózkodásra is alkalmas - vagyis nem csak nyaralónak épült - villát. 1882-ben új tulajdonost jegyeztek be: Szentkirályi Albertet, majd 1894-ben Frankl Gottlieb vaskereskedőé lett az ingatlan. 1906-ban Geist Gáspárné birtokolta a villát, aki saját maga is ott lakott az első emeleten - ekkor már tehát több lakásra osztották az épületet. 1928-ban a  Magyarországi Magántisztviselők Szövetsége, 1941-ben a Magyar Őskeresztény Malmok Szövetsége volt az épületben.

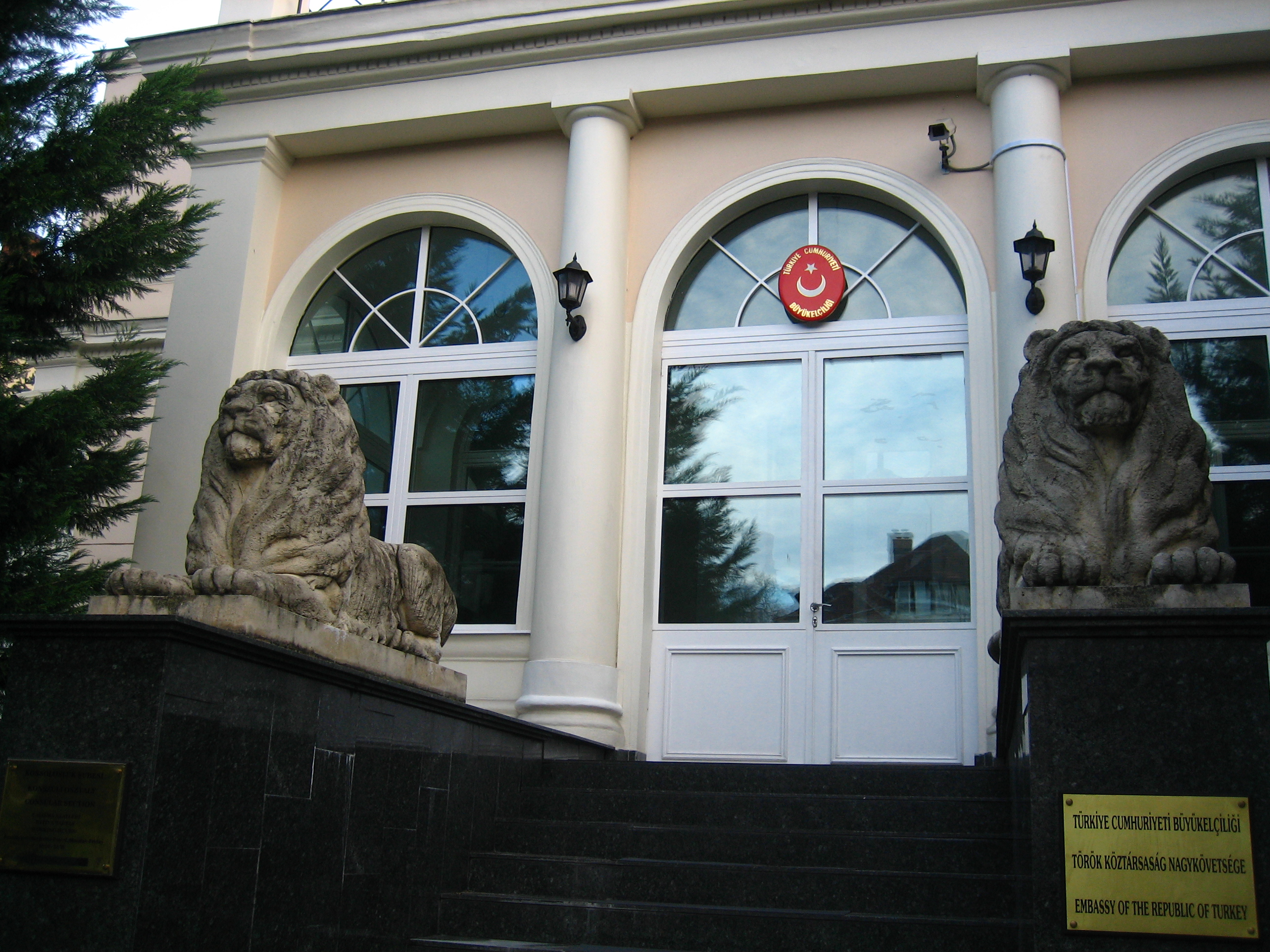
Törökország budapesti nagykövetsége

A második világháborút követően az épületet - sok hasonló adottságú magyarországi villaépülettel egyetemben - államosították. Azonban nem lakóépületként használták, hanem különböző intézmények kerültek ide. 1947-ben a Közlekedési Minisztérium tulajdonában volt az épület, mely egy melléképület lebontásával és a maradványok helyreállításával tett hozzá a villához. Ugyanebben az évben a Magyar Autóklub (akkori nevén: Köztársasági Magyar Automobil Club, KMAC) székháza lett az épület, 1948-49-ben helyt adva az Autó-Motor című hetilap elődje - amely csak Autó címmel jelent meg - szerkesztőségének és kiadóhivatalának. Az épület földszintjén egy forrás szerint már az 1950-es évektől működött egy óvoda, mely az épület tulajdonjogával együtt a Budapesti Közlekedési Vállalathoz került. A BKV azonban rendszerváltást követően a vállalati óvodákat már nem tudta fenntartani, az intézményt bezáratta, az ingatlant pedig eladásra kínálta. Hamarosan egy egészségügyi alapítvány címeként tűnik fel a villa, feltehetően bérelték az épületet.
Az 1991-2008 közötti időszakról nincs információ, nem kizárt, hogy a villa üresen állt, vagy ingatlankezelő cégek birtokában volt és bérbe adták. A török nagykövetség címeként első ízben 2008-ban bukkant fel az Andrássy út 123.